# سارة شاهين
سارة شاهين هي ممثلة مصرية، كانت ملكة جمال مصر عام 2001، قامت بعد ذلك بالتمثيل في فيلم (خمس نجوم)، و(القط).
- ممثلة مصرية ولدت 10 أغسطس عام 1983، وحصلت على لقب ملكة جمال مصر عام 2001، كما أنها مثلت مصر في مسابقة ملكة جمال الكون.
- بدأت حياتها العملية في مجال إدارة المبيعات قبل طرق بوابة الفن؛ فقد شاركت في العديد من الأعمال السينمائية من بينها سكر مر، والحفلة، والقط.
- ارتبطت "سارة"، بعمرو واكد بمجرد انفصاله عن زوجته الفرنسية، وذلك عام 2015، ومنذ ذلك الحين لم تشارك في أي نوع من الأعمال الفنية، كما أنها اختفت عن الأنظار وأصبحت لا تظهر سوى مرات قليلة في المناسبات العامة مع زوجها .[1]

## أعمال
- القط:2015 -مساعدة الرجل الغامض
- سكر مر: 2015 - شيري عزام
- الحفلة:2013 - نيرمين سكرتيرة مراد
- خمس نجوم: 2007